# كارلو بزي
كارلو بزي (بالإيطالية: Carlo Bazzi)‏ (و. 1875 – 1947 م) هو رسام، ورائد أعمال، وفنان من إيطاليا، ومملكة إيطاليا، ولد في تورينو، توفي في ميلانو، عن عمر يناهز 72 عاماً.

## التعليم
تعلم في أكاديمية بريرا
.

## جوائز
حصل على جوائز منها:

Istituto Tecnico Industriale Carlo Bazzi ‏